# درخت کلمی
 کوردیلین استرالیس(نام علمی: Cordyline australis) نام یک گونه از تیره مارچوبگان است.